# Сезелка
Сезелка, Сезельда — река в России, протекает в Ковылкинском районе Мордовии. Устье реки находится в 412 км по левому берегу реки Мокша. Длина реки составляет 21 км, площадь водосборного бассейна — 159 км².
Исток реки на границе с Торбеевским районом западнее села Покровск в 25 км к северо-западу от райцентра, города Ковылкино. Притоки — Печора, Тарловник (оба — правые). Река течёт на восток, протекает сёла Покровск и Ежовка, а также деревни Высокое, Потьма и Садовка. В нижнем течении протекает по территории крупного села Троицк, в котором и впадает в Мокшу.

## Название
Название Сезелка от первоначального *Сезела. Название реки также употребляется в форме Сезельда. Корань Сез- отдельно в названии реки Сезема на Поугорье (приток реки Большой Березуй), территориально между Воротынском и Мещовском в Калужской области. На Поочье известны такие повторяющиеся гидронимы с формантом -ем-, как Голема (трижды, в том числе в непосредственной близости от Сеземы), Селема.
Второй частью -ельда названия Сезельда может быть связано с гидронимом Ясельда (приток днепровской Припяти), который считается балтийским с основой -(u)da, от ятвяжского *udā «вада, рака». Нижнее Поочье, особенно бассейн реки Мокша, известен своими гидронимическими балтизмами.
Корень Сез- на настоящий момент с точностью не этимологизирован.

## Данные водного реестра
По данным государственного водного реестра России относенный участок реки — Мокша от истока до водомерного поста города Темников, речной подбассейн реки — Мокша. Речной бассейн реки — Ока.
По данным геоинформационной системы водохозяйственного районирования территории РФ, подготовленной Федеральным агентством водных ресурсов:
- Код водного объекта в государственном водном реестре — 09010200112110000027551
- Код по гидрологической изученности (ГИ) — 110002755
- Код бассейна — 09.01.02.001
- Номер тома по ГИ — 10
- Выпуск по ГИ — 0